# Enallagma risi
Enallagma risi är en trollsländeart som beskrevs av Schmidt 1961. Enallagma risi ingår i släktet Enallagma och familjen dammflicksländor. IUCN kategoriserar arten globalt som otillräckligt studerad. Inga underarter finns listade i Catalogue of Life.